# Liste der Baudenkmale in Mangaore
Die Liste der Baudenkmale in Mangaore umfasst alle vom New Zealand Historic Places Trust (NZHPT) als „Historic Place“ oder „Historic Area“ eingestuften Baudenkmale und Flächendenkmale der neuseeländischen Ortschaft Mangaore. Die Angaben stammen aus dem Register des NZHPT. Die Bezeichnungen der Baudenkmale orientieren sich an diesem Register. In die Liste werden auch bekannte Wahi Tapu (Area), kulturell und religiös bedeutsame Stätten und Gebiete der Māori, aufgenommen. Sie werden jedoch meist nicht publiziert.

| Bild                                  | Bezeichnung                                            | Ort      | Anschrift                   | Beschreibung    | Bauzeit          | Eintrag            | Nummer | Kat. |
| ------------------------------------- | ------------------------------------------------------ | -------- | --------------------------- | --------------- | ---------------- | ------------------ | ------ | ---- |
| BW                                    | Mangahao Power Station Superintendent’s House (Former) | Mangaore | 1 Hay Street Karte          | Wohnhaus        | n.a.             | 5. September 1995  | 4056   | 2    |
| BW                                    | House                                                  | Mangaore | 2 Hay Street Karte          | Wohnhaus        | n.a.             | 5. September 1995  | 4057   | 2    |
| BW                                    | House                                                  | Mangaore | 12 Blackwood Drive Karte    | Wohnhaus        | n.a.             | 5. September 1995  | 4058   | 2    |
| BW                                    | House                                                  | Mangaore | 17 Petticoat Lane Karte     | Wohnhaus        | n.a.             | 5. September 1995  | 4059   | 2    |
| BW                                    | House                                                  | Mangaore | 18 Petticoat Lane Karte     | Wohnhaus        | n.a.             | 5. September 1995  | 4060   | 2    |
| Mangahao Hydro Electric Power Station | Mangahao Hydro Electric Power Station                  | Mangaore | 305-356 Mangahao Road Karte | Wasserkraftwerk | 1924 (Eröffnung) | 15. September 1985 | 4066   | 2    |
| BW                                    | Staff Hostel (Former)                                  | Mangaore | 3 Hay Street Karte          | Unterkunft      | n.a.             | 5. September 1995  | 4500   | 2    |